# Willi Oelgardt
Willi Oelgardt (* 31. Oktober 1912; † 12. Dezember 1973) war der erste Auswahltrainer der DDR-Fußballnationalmannschaft in offiziellen Länderspielen.

## Karriere
Willi Oelgardt spielte von 1933 bis 1937 als Verteidiger beim SV Viktoria 96 Magdeburg in der Gauliga Mitte. Im Jahre 1938 wurde er im Juli zu zwei Auswahlspielen des Gaus Mitte berufen. Nach 1945 setzte er seine Karriere bei der SG Magdeburg-Altstadt (ab 1949 BSG Stadt Magdeburg Grün-Rot, ab 1950 BSG Einheit Magdeburg) fort, wo er noch bis 1951 in der Landesliga von Sachsen-Anhalt spielte. Schon im März 1950 absolvierte er beim DS der DDR, Sektion Fußball, einen Trainerlehrgang.
Bei der BSG Aktivist Brieske-Ost übernahm er in der Oberliga-Runde 1950/51 am 1. November 1950 bis zum Saisonende die Trainingsleitung. Seit Mai 1951 war er Landestrainer in Brandenburg und half noch einmal vom 26. September bis 20. Oktober 1951 bei den Brieskern aus.
Oelgardt wurde gemeinsam mit Alfred Kunze Trainer des Nationalteams. Im April 1951 wurden zwei inoffizielle Testspiele gegen Polen durchgeführt, die mit Niederlagen endeten. Am 18. Mai 1952 folgte ein weiteres inoffizielles Länderspiel gegen Ungarn, das die Ungarn 5:0 gewannen. Nachdem die Sektion Fußball der DDR am 24. Juli 1952 die vollwertige FIFA-Mitgliedschaft erhalten hatte, bestritt die Nationalauswahl am 21. September 1952 in Warschau gegen Polen das erste offizielle Länderspiel. Alfred Kunze hatte sich Wochen zuvor als Dozent an die DHfK in Leipzig zurückgezogen, sodass Oelgardt die alleinige Verantwortung innehatte.
Die Premiere ging mit 0:3 verloren, worauf im Oktober 1952 ein Trainer-Rat gebildet wurde, dem Oelgardt als Vorsitzender und Nationaltrainer bis zum 8. Februar 1953 angehörte. Am 26. Oktober 1952 fand das zweite Länderspiel in Bukarest gegen Rumänien statt; dieses wurde mit 1:3 verloren. Als nach einer Pause von acht Monaten die DDR-A-Nationalmannschaft am 14. Juni 1953 in Dresden zu ihrem dritten Länderspiel gegen Bulgarien antrat, ersetzte Fritz Gödicke den in Ungnade gefallenen Oelgardt. Zum ersten Sieg reichte es nicht, das Spiel endete torlos 0:0. Danach wurde Hans Siegert neuer Nationaltrainer der DDR.
Ab 18. Dezember 1952 war Oelgardt in der DDR-Oberliga bei Motor Oberschöneweide Trainer. Am Rundenende stiegen die „Wuhlheider“ auf Grund ihrer großen Heimschwäche als 15. ab. Ab 1955 setzte Willi Oelgardt seine Trainerlaufbahn in West-Berlin bei den Vereinen Tennis Borussia, SC Minerva 93, Blau-Weiß 90 und Berliner SV 92 fort.